# Fourth Dimension (album Stratovariusa)
Fourth Dimension – czwarty studyjny album fińskiego zespołu Stratovarius. Jest to również pierwsze wydawnictwo, na którym zaśpiewał Timo Kotipelto. Muzyka zawarta na płycie posiada jeszcze więcej melodii aniżeli poprzednie dzieło Finów – Dreamspace, i stanowi kolejny krok w rozwoju grupy. Właśnie od Fourth Dimension można mówić o Stratovarius jako zespole power metalowym.

## Lista utworów
1. „Against The Wind” – 3:48
2. „Distant Skies” – 4:10
3. „Galaxies” – 5:01
4. „Winter” – 6:33
5. „Stratovarius” – 6:22
6. „Lord Of The Wasteland” – 6:12
7. „030366” – 5:46
8. „Nightfall” – 5:10
9. „We Hold The Key” – 7:54
10. „Twilight Symphony” – 6:59
11. „Call Of The Wilderness” – 1:31

Muzykę do wszystkich utworów skomponował Timo Tolkki,
Słowa do utworów: „Against The Wind”, „Galaxies”, „We Hold The Key” napisali Tolkki i Kotipelto, do „Nightfall” Lassila i Tolkki; do reszty utworów słowa napisał Timo Tolkki.

## Twórcy

### Główni muzycy
- Timo Kotipelto – śpiew
- Timo Tolkki – gitara
- Jari Kainulainen – gitara basowa
- Antti Ikonen – instrumenty klawiszowe
- Tuomo Lassila – instrumenty perkusyjne

### Muzycy dodatkowi
- Marko Vaara i Kimmo Blom – śpiew boczny
- „The Houdini String Quartet” (Kimmo Tullila, Marika Bister, Petteri Poljärvi, Antero Manninen) – gitary akustyczne

## Informacje o albumie
- nagrywany: Soundtrack Studios (czerwiec – październik 1994)
- inżynieria, mixy i produkcja: Timo Tolkki
- mixy w Hot House Studio (listopad 1994)
- logo: Susanne Nokelainen
- fotografie: Lasse Lehtiranta

## Wideografia
- Against The Wind (clip)